# Relations entre la Chine et la Somalie
Les relations Chine-Somalie sont les relations bilatérales entre la Chine et la Somalie. La Somalie dispose d'une ambassade à Pékin. La Chine a une ambassade à Mogadiscio, qui est dirigé par l'ambassadeur Wei Hongtian.

## Histoire

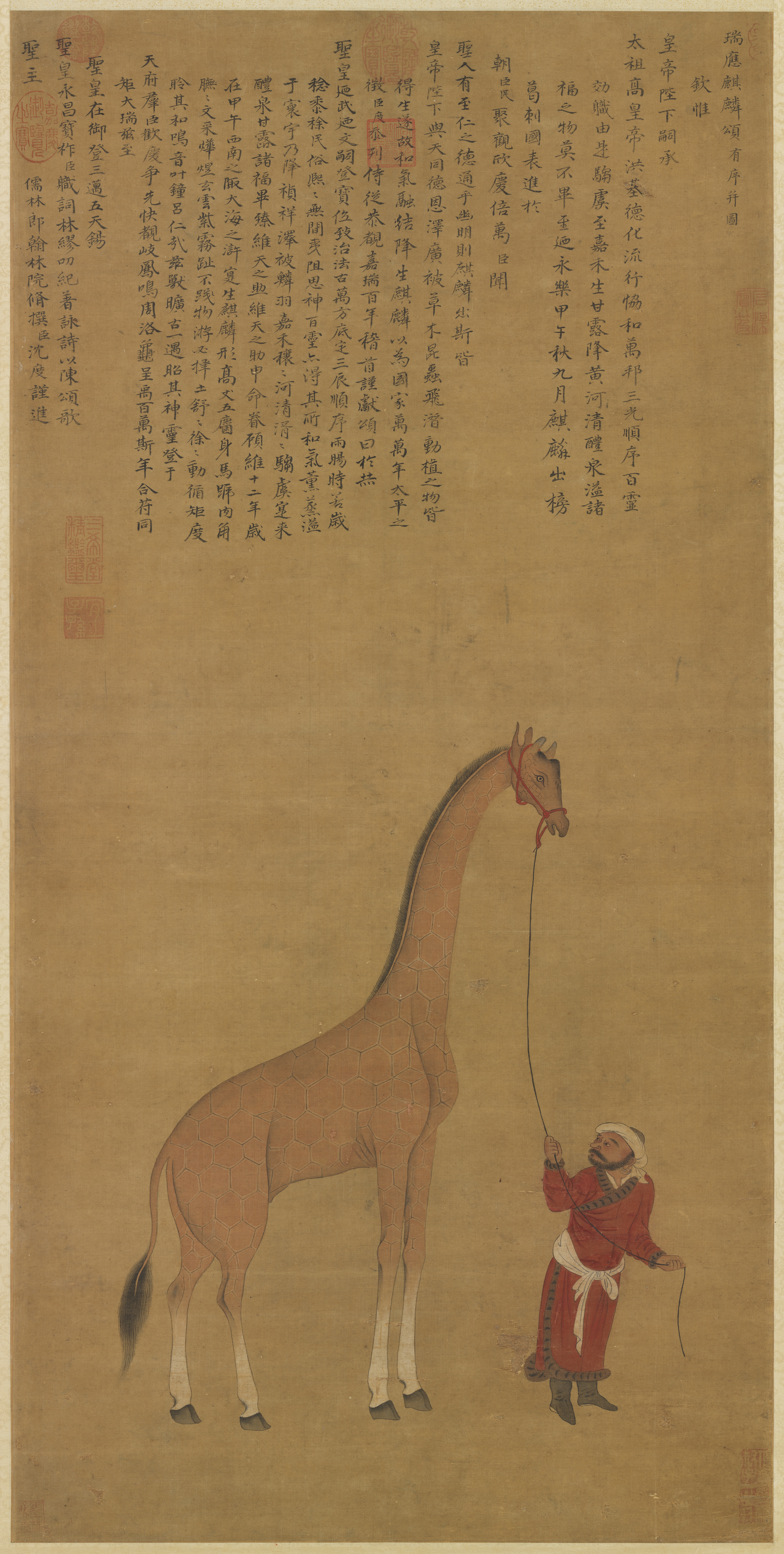
Les animaux exotiques comme la girafe capturée et vendue par les marchands somaliens étaient très populaires dans la Chine médiévale.

La Chine et la Somalie ont depuis longtemps des relations commerciales, militaires, culturelles ou linguistiques.

### Moyen Âge
Les relations entre la Chine et la Somalie datent du Moyen Âge. Grâce au commerce, les peuples des deux régions ont établi de bonnes relations. Des girafes, des zèbres et de l'encens étaient exportés vers l'Empire Ming de Chine, qui a établi les marchands somaliens comme des leaders dans le commerce entre l'Asie et l'Afrique et, dans le processus, a influencé la langue chinoise avec la langue somalienne et vice versa. Les Chinois exportaient des céladons, des épices et des mousquets en échange de chevaux, d'animaux exotiques et d'ivoire. L'explorateur Hui-chinois, marin, diplomate et amiral de la flotte, Zheng He, est arrivé lors de son quatrième et cinquième voyage dans les villes somaliennes de Mogadiscio, Zeila, Merca et Berbera. Sa'id de Mogadiscio, un explorateur somalien, s'est rendu en Chine au XIVe siècle, lorsque la Chine était gouvernée par la dynastie Yuan, et a notamment découvert les communautés commerciales des ports et des villes chinois.

### Période de la Guerre froide

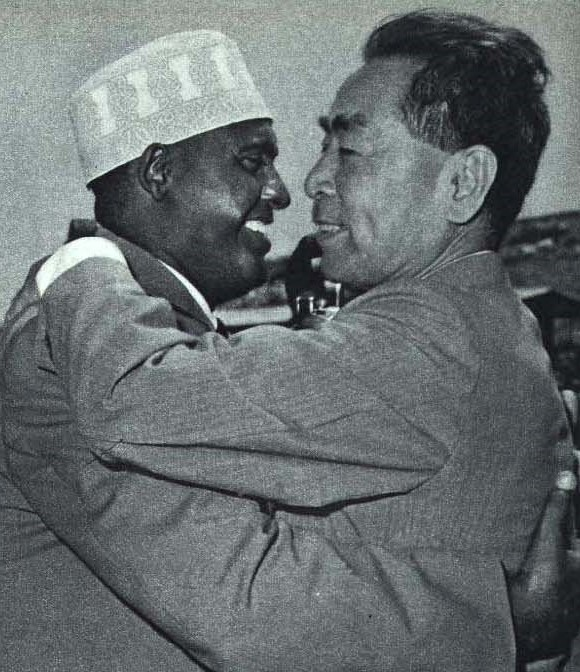
Zhou Enlai et Abdirashid Ali Shermarke lors de sa visite en Somalie en 1964.

Les relations entre la Chine et la Somalie ont été établies le 14 décembre 1960. Les deux nations ont signé un premier accord commercial un peu plus tard, en 1963. Pendant la période de la Guerre froide, le gouvernement somalien a maintenu des relations avec la Chine. Les autorités somaliennes ont demandé la fin de l'isolement diplomatique de leur homologue chinois et l'ont soutenu pour son entrée dans l'Organisation des Nations unies.
La rupture sino-soviétique a eu une grosse influence sur les relations de la Chine avec l'Afrique. En 1964, la Somalie était décrite comme le premier point majeur de rivalité sur le continent. Quand l'administration de Somalie a expulsé les dirigeants de l'URSS fin 1977, la Chine a accepté plusieurs accords pour développer des projets communs en Somalie.

### Période contemporaine
De 2000 à 2011, sept projets de développement chinois ont été lancés en Somalie. Ces initiatives comprenaient six millions de dollars d'aide économique, un don de médicaments contre le paludisme et trois millions de dollars pour les aider avec leur dette publique.
À la suite de la mise en place du gouvernement fédéral somalien mi-2012, l'administration chinoise a réaffirmé son soutien au gouvernement somalien et a appelé la communauté internationale à renforcer son engagement dans le processus de paix somalien.
En 2020, le Somaliland a décidé d'ouvrir des relations avec Taïwan qui comprenaient également l'ouverture de bureaux de représentation dans leurs pays respectifs,. En réponse, le ministère chinois des Affaires étrangères a affirmé que la ROC visait à « détruire et mettre en danger la souveraineté et l'intégrité  de la Somalie » et s'oppose donc à ce que les deux nations établissent des liens,.

## Droits de l'homme
En juillet 2019, des ambassadeurs de l'Organisation des Nations unies, venant de 37 pays, notamment de Somalie, ont signé une lettre adressée au CDH pour défendre et dénoncer la discrimination du peuple Ouïgour au Xinjiang.

## Accords
En juillet 2007, la compagnie pétrolière publique chinoise CNOOC a signé un accord d' exploration pétrolière avec le gouvernement somalien sur la province de Mudug, située dans la région du Puntland.
En septembre 2013, les deux gouvernements ont signé un accord de coopération officiel à Mogadiscio dans le cadre d'un plan de redressement national quinquennal en Somalie. Le pacte permettra aux autorités chinoises reconstruire plusieurs points de repère infrastructurels majeurs dans la capitale somalienne et ailleurs, notamment le Théâtre national, un hôpital et le stade de Mogadiscio, ainsi que la route entre Galkayo et Burao dans le nord de la Somalie. De plus, l'ambassadeur chinois Liu Guangyoun a indiqué que la Chine rouvrirait son ambassade à Mogadiscio sur un terrain qui avait été donné à cet effet par le gouvernement somalien.

## Liste des ambassadeurs somaliens en Chine
| Nom                  | Date de fonction | Date de fin | Refs.  |
| -------------------- | ---------------- | ----------- | ------ |
| Ahmed Mohamed Darman | ?                | 1975 ?      | [ 13 ] |
| Mohamed Hassan Saïd  | 1988             | 2005 [A]    | ,      |
| Mohamed Ahmed Awil   | 2005             | 2011        | [ 16 ] |
| Yusuf Hassan Ibrahim | 2010             | -           | [ 17 ] |

| A Mohamed Hassan Said est nommé par le gouvernement Siad Barre et a été bloqué à Pékin lorsque son gouvernement s'est effondré en 1991. Le gouvernement chinois a continué à le reconnaître comme ambassadeur de la Somalie jusqu'à que le Gouvernement fédéral de transition nomme un remplaçant en 2005. |